# Manas (Peru)
O Manas é um dos cinco distritos que formam a Província de Cajatambo, situada em Departamento de Lima, 

## Transporte
O distrito de Cajatambo é servido pela seguinte rodovia:
- PE-16A, que liga o distrito de Oyón (Região de Lima) à cidade de Pativilca (Região de Lima)
- LM-112, que liga a cidade ao distrito de Cajatambo
- LM-105, que liga a cidade ao distrito de Huancapón
- LM-102, que liga a cidade ao distrito de Supe[1][2][3]